# Heydimilson Eggerath Barreto
Heydimilson Eggerath Barreto (São Paulo, 15 de dezembro de 1945 - 15 de dezembro de 2000) foi um fazendeiro brasileiro . 

## Biografia
Neto de imigrantes portugueses e alemães, foi sobrinho-neto do Abade Dom Pedro Eggerath. Passou sua infância na Fazenda Recreio, Tupã-SP, propriedade de seu avô. Durante a juventude retornou a São Paulo onde estudou no Colégio Arquidiocesano. Formou-se em Medicina Veterinária na UNESP de Botucatu. No final da década de 60 casou-se e mudou-se para o município de Avaré, onde constituiu família e veio a falecer na data em que completava 55 anos de idade. 
Dedicou-se durante toda sua carreira à veterinária e ao aprimoramento genético da raça Nelore, tendo contribuído ativamente para a formação e aprimoramento genético desta raça em nosso país. Prestou assistência e consultoria à renomados pecuaristas brasileiros. Durante muitos anos foi Diretor da Cia. Agrícola Luiz Zillo e Sobrinhos, proprietária de um dos mais prestigiados plantéis da pecuária nacional. Seu profundo conhecimento o levou às Diretorias da ABCZ, APCN e ABQM e a presidir duas importantes feiras agropecuárias de nosso país, EMAPA em Avaré e GRAND EXPO em Bauru. Dr. Heydimilson, como era popularmente conhecido, ou simplesmente Milson, para familiares e amigos mais próximos, prestou relevantes serviços à sociedade avareense como membro do Rotary Club Avaré-Jurumirim. Foi um dos idealizadores e co-fundadores da Ala do Paciente Terminal da Santa Casa de Misericórdia de Avaré. Sua atuação junto ao Rotary levou-o ao cargo de Governador do Distrito 4620 no ano 93-94. Alguns anos antes de seu falecimento recebeu o título de cidadão avareense em reconhecimento aos serviços prestados à comunidade.